# ジュゼッペ・マルトゥッチ
ジュゼッペ・マルトゥッチ（Giuseppe Martucci 1856年1月6日 - 1909年6月1日）はイタリアの作曲家・指揮者・ピアニスト・教育者。作曲家としては、イタリア器楽曲復興の大立役者であり、指揮者としては、リヒャルト・ワーグナーの楽劇のイタリア初演に尽力し、またイギリス音楽による初期の演奏会をヨーロッパ大陸でおそらく最初に実現させた。オラトリオ《サムエル（Samuel）》も遺しているが、当時のイタリア人作曲家に珍しく、歌劇は手懸けていない。「絶対音楽」を究極の目標に定めた、生粋の器楽曲作家であった。 

## 略歴
カプアに生まれ、軍楽隊員でトランペット奏者であった父ガエターノから、音楽の基礎教育を受ける。やがて神童として頭角を顕し、8歳でピアニストとして初舞台を踏んだ。ジギスモント・タールベルクの高弟、ベニアミーノ・チェージ教授の推薦状を得て、11歳からナポリ音楽院に入学し、ピアノをチェージに、作曲をパオロ・セラオに師事。1875年に19歳の若さでピアニストとして演奏旅行を開始し、ドイツやフランス、イングランドの各地を歴訪する。その間しばしばチェリストのアルフレード・ピアッティと共演した。
1880年にナポリ音楽院のピアノ科教授に就任し、1886年にはルイージ・マンチネッリの後任校長としてボローニャ音楽学校に赴任している。
指揮者として活動を開始したのは1881年のことである。指揮者としてワーグナーの作品をイタリアで上演するのに尽力し、1888年にはボローニャにおいて、《トリスタンとイゾルデ》のイタリア初演を指揮した。さらに1898年には、チャールズ・ヴィリアーズ・スタンフォードの《交響曲 第3番 ヘ短調「アイルランド」》もボローニャで上演している。これは、19世紀後半のヨーロッパ大陸において、おそらく唯一無二のイギリス音楽のみの演奏会であったろう。指揮者としてのレパートリーは、このほかに、エドゥアール・ラロやヨハネス・ブラームス、カール・ゴルトマルクの作品が含まれていた。
1902年にナポリに戻って王立音楽院の院長に就任。最晩年をナポリに過ごし、1909年に同地で他界した。主要な門弟にオットリーノ・レスピーギがいる。
1883年にナポリで生まれた息子パオロは、父と同じくピアニストとして名をなし、一時期シンシナティ音楽院で教鞭を執っていた。

## 作風
16歳のときにピアノの小曲を創って作曲活動に入った。オペラが幅を利かせていた当時のイタリア音楽界にあって、珍しいことにオペラは手懸けず、器楽曲や歌曲の創作に専従した。
作風は、ワーグナーよりもむしろベートーヴェンやシューマン、ブラームスの伝統から出発している。数多くのピアノ曲のほか、《ピアノ協奏曲 第1番 ニ短調》（1878年）と《第2番 変ロ短調》（1884年～1885年）、《交響曲 第1番 ニ短調》（1888年 – 95年)）と《第2番 ヘ長調》（1904年）、オラトリオ《サムエル》、管弦楽伴奏歌曲、オルガン・ソナタ、ピアノ五重奏曲、2つのピアノ三重奏曲などを遺した。アルトゥーロ・トスカニーニは繰り返しマルトゥッチの作品をプログラムに載せており、グスタフ・マーラーは1911年にニューヨークにおける告別演奏会でマルトゥッチの《ピアノ協奏曲 第2番》を指揮している。アントン・ルビンシテインも同作品をレパートリーに入れていた。ジャン・フランチェスコ・マリピエロはマルトゥッチの《交響曲 第2番》について、「オペラ以外のイタリア音楽の再生の原点」であると評している。

### 主要作品一覧
- 管弦楽伴奏による連作歌曲集《回想の歌 La Canzone dei Ricordi 》
- 管弦楽のための夜曲 変ト長調 作品70-1（原曲はピアノのための2つの夜想曲） Notturno
- 交響曲 第1番 ニ短調 作品75
- 交響曲 第2番 ヘ長調 作品81
- ピアノ協奏曲 第1番 ニ短調 作品番号なし
- ピアノ協奏曲 第2番 変ロ短調 作品66
- ピアノ五重奏曲 ハ長調 作品45
- ピアノ三重奏曲 第1番 ハ長調 作品59
- ピアノ三重奏曲 第2番 変ホ長調 作品62
- ヴァイオリン・ソナタ 作品22
- チェロ・ソナタ 嬰ヘ短調 作品52
- オルガン・ソナタ
- ピアノのための《主題と変奏》作品58